# Уан Плюс 8
OnePlus 8 и OnePlus 8 Pro са смартфони с Android, произведени от китайската компания OnePlus. И двата модела бяха представени на 14 април 2020 година като част от онлайн презентация. Всички модели от серията поддържат стандарт за мобилна връзка 5G. Серията OnePlus 8 е наследник на серията OnePlus 7.
OnePlus 8 Pro беше класиран на второ място в класацията на AnTuTu за юни 2020 година. DisplayMate награди OnePlus 8 Pro в категорията "Best Smartphone Display".
В Индия първата партида на OnePlus 8 Pro беше разпродадена няколко минути след началото на продажбите.

## Спецификации
|                     | OnePlus 8                                                                           | OnePlus 8 Pro |
| ------------------- | ----------------------------------------------------------------------------------- | --- |
| Екран (в инча)      | 6.55 Fluid AMOLED, 1080 x 2400 px, 20:9, 402 ppi                                    | 6.78 Fluid AMOLED, 1440 x 3168 px, 513 ppi |
| RAM                 | 8/12 GB                                                                             | 8/12 GB |
| Вътрешна памет      | 128/256 GB                                                                          | 128/256 GB |
| Задна камера        | 48+16+2 MP, автофокус, LED светкавица, 4K@30/60fps, 1080p@30/60/240fps, 720p@480fps | 48+8+48 MP, автофокус, LED светкавица, 4K@30/60fps, 1080p@30/60/240fps, 720p@480fps Камерата OnePlus 8 Pro получи 119 точки в рейтинга на DxOMark |
| Предна камера       | 16 MP, 1080p@30fps                                                                  | 16 MP, 1080p@30fps |
| Процесор            | осемядрен, 1x2.84 GHz & 3x2.42 GHz & 4x1.8 GHz                                      | осемядрен, 1x2.84 GHz & 3x2.42 GHz & 4x1.8 GHz |
| Операционна система | Android 10, OxygenOS 10.0                                                           | Android 10, OxygenOS 10.0 |
| Размери             | 160.2 x 72.9 x 8                                                                    | 165.3 x 74.4 x 8.5 |
| Тегло               | 180 г                                                                               | 190 г |

### Аудио
Порталът DxOMark оцени звука на OnePlus 8 на 68 точки, OnePlus 8 Pro получи 67 точки. В общата класация аудио моделите бяха на 11 и 12 място.

## Версии на Verizon и T-Mobile
OnePlus 8 5G UW (Verizon) и OnePlus 8 5G (T-Mobile) са версии за американския пазар, само те от серията OnePlus 8 имат сертификат за защита от вода и прах IP68.
Версията 5G UW бе пусната съвместно с Verizon, най-големият мобилен оператор в САЩ. Тази версия е най-бързата в серията OnePlus 8, тъй като поддържа Ultra Wideband, специалният ултрабърз вариант на 5G компания Verizon.
Версия 5G (T-Mobile) се продава изключително само в магазините на T-Mobile мрежата.

## Рентгеново зрение
Фотохромният филтър в камерата на новия смартфон OnePlus 8 Pro има „рентгеново зрение“. Той прозира чрез някои видове пластмаса и дрехи. Поради големия брой отрицателни отзиви за нарушения на поверителността, OnePlus деактивира филтъра първо в китайски версии, а след това и в целия свят. Известно време по-късно компанията направи възможно активирането на филтъра в актуализацията на OxygenOS 10.5.9.